# Géologie du Canada
 (janvier 2025).
Motif : Contenu et plan à revoir. L'article devrait s'organiser autour des provinces géologiques du Canada, pas détailler la géologie de chaque entité politique et administrative qui n'a aucune pertinence géologique et risque fortement des redondances. Ces contenus devraient plutôt être transférés vers des articles détaillés idoines.
La géologie du Canada est l'une des plus anciennes du monde. Plus que la moitié de son territoire se constitue de rochers précambriennes, au-dessus du niveau de la mer depuis le début de l'ère paléozoïque. Les ressources minérales du Canada sont diverses et répandues. Sur le Bouclier canadien et dans le nord du Canada se trouvent d'importantes réserves de fer, de nickel, de zinc, de cuivre, d'or, de plomb, de molybdène et d'uranium. De grandes concentrations de diamants ont aussi été récemment développées dans l'Arctique, qui ont fait du Canada l'un des plus grands producteurs mondiaux. Dans tout le Bouclier, de nombreuses villes minières extraient ces minéraux. Le plus grand et le plus connu,Sudbury, en Ontario, est une exception au processus normal de formation de minéraux dans le Bouclier puisqu'il existe des preuves significatives que le bassin de Sudbury est un ancien cratère d'impact de météorite. L'anomalie magnétique de Temagami, située à proximité, mais moins connue, présente des similitudes frappantes avec le bassin de Sudbury. Ses anomalies magnétiques sont très similaires à celles du bassin de Sudbury et il pourrait donc s'agir d'un deuxième cratère d'impact riche en métaux. Le Bouclier est également couvert de vastes forêts boréales qui soutiennent une importante industrie forestière.

## Par province

### Géologie de l'Alberta
La géologie de l'Alberta comprend certaines parties des Rocheuses canadiennes et d'épaisses séquences sédimentaires, contenant du charbon, du pétrole et du gaz naturel, au sommet d'un socle rocheux cristallin précambrien complexe extrêmement ancien de granite et de gneiss, datant de l'Archéen et du Protérozoïque. Le craton des Esclaves et le craton du sud de l'Alberta sont les unités les plus anciennes, datant de plus de 2,5 milliards d'années. 5 milliards d'années, tandis que les unités plus jeunes du Protérozoïque comprennent l'orogenèse de Wopmay, la zone de cisaillement du Grand lac des Esclaves, le socle pré-Taltston, la zone magmatique de Taltson, le terrane polymétamorphique de l'Athabasca, le domaine granulitique de Red Earth, l'anomalie isotopique de Kimiwan, l'arc magmatique de Ksituan, la zone de cisaillement Virgin River, les intrusions du centre de l'Alberta et le domaine de Lacombe. Dans de nombreux cas, la déformation protérozoïque a recouvert des roches archéennes plus anciennes. L'orogenèse hudsonienne, qui s'est produite il y a 1,9 à 1,6 milliard d'années, a été le dernier événement métamorphique régional majeur.

### Géologie de la Colombie-Britannique

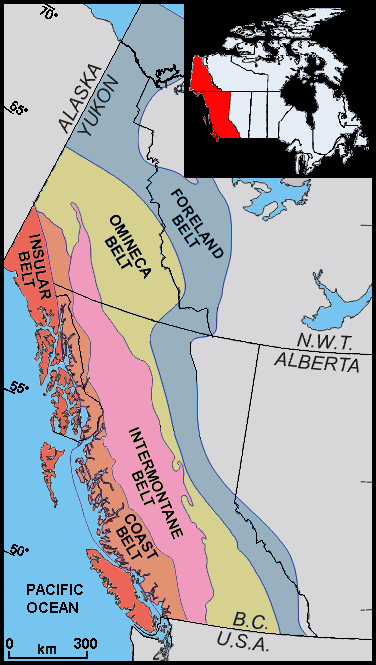
Ceintures géologiques dans l'ouest du Canada

La géologie de la Colombie-Britannique est fonction de sa situation sur la bordure frontale du Continent nord-américain. La physiographie montagneuse et la diversité de types et d'âges des rochers, laissent entrevoir une géologie complexe toujours en cours de révision malgré un siècle d'exploration et de cartographie.
Les caractéristiques géologiques les plus marquantes sont ses chaînes de montagnes, notamment la Cordillère américaine qui s'étend du sud du Mexique en Alaska.
La théorie du terrane a été proposée pour la première fois par Jim Monger de la Commission géologique du Canada avec Charlie Rouse en 1971 pour expliquer un ensemble de fossiles de fusulinidés découverts au centre de la Colombie-Britannique. Plutôt que de suggérer que des changements de faciès ou des éloignements sonores (géographie) étaient à l'origine de cette découverte -- explications courantes à l'époque -- ils ont proposé que les fossiles en question fassent partie d'un assemblage de roches ayant migré à travers l'océan Pacifique. Cette théorie a ensuite été développée par Porter Irwin et Davy Jones du US Geological Survey jusqu'à sa définition commune d'"entités géologiques régionales délimitées par des failles, chacune caractérisée par une histoire géologique différente de celle de ses voisins"[citation nécessaire]
Les terranes sont le plus souvent associés à différents éléments tectoniques tels que les arcs insulaires, les plateaux volcaniques, les zones de subduction, les marges continentales, les dorsales médio-océaniques et les microcontinents. Ces terranes sont progressivement réunis par des éléments tels que des formations de chevauchement et des plutons de suture et sont ensuite accrétés formant le continent. Dans certains cas, un terrane peut contenir plusieurs éléments tectoniques. Le Terrane Cache Creek est composé d'un élément massif de Roche carbonatée, d'un élément de fond océanique et d'un élément de mélange de subduction

### Géologie du Manitoba
Dans le centre du Manitoba se trouve la ceinture de roches vertes de Flin Flon, l'un des plus grands gisements de sulfures massifs volcanogènes du paléoprotérozoïque au monde. Elle contient 27 gisements de cuivre-zinc-(or) dont plus de 183 millions de tonnes de sulfure ont été extraites.
La Formation d'Ashville est une formation géologique de la Saskatchewan et du Manitoba dont les strates remontent au Crétacé supérieur. Des restes de Dinosaures font partie des fossiles qui ont été récupérés dans la formation.
Il est équivalent géochronologiquement au groupe du Colorado inférieur et à la formation de Viking dans le centre de l'Alberta.

### Géologie des Territoires du Nord-Ouest
La région possède parmi les roches les plus anciennes du monde, formées à partir de plusieurs sections de croûte continentale stable, notamment le craton des Esclaves, le craton de Rae et le craton de Hearne. Ces roches forment le socle archéen et protérozoïque et font l'objet de recherches approfondies pour comprendre la croûte continentale et les conditions tectoniques de la terre primitive.
Le craton de Hearne et le craton de Rae reposent sur des roches métasédimentaires et métavolcaniques de l'Archéen. Les arénites de quartz du craton de Rae ont été interprétées comme des dépôts possibles de marge passive ou de rift. Dans le monde entier, les ceintures de roches vertes sont une caractéristique des anciennes roches précambriennes. La ceinture de roches vertes d'Ennadai-Rankin est la deuxième en importance au Canada et présente des roches volcaniques et volcanoclastiques felsiques, ainsi que des roches mafiques atteignant le grade greenschiste dans la séquence des faciès métamorphiques. Les laminations dans les formations de grès ferrugineux et de pélite suggèrent que les roches volcaniques mafiques se sont déposées sur la pente à faible énergie d'un plateau volcanique, à l'abri de l'action des vagues. En raison de l'énorme distance temporelle par rapport à l'Archéen, les interprétations exactes sont moins fiables.

### Géologie du Yukon
La géologie du Yukon comprend des sections d'anciennes roches précambriennes protérozoïques provenant de la bordure ouest du protocontinent nord-américain Laurentia. Protérozoïque de la bordure ouest du protocontinent nord-américain Laurentia, avec plusieurs arcs insulaires terranes ajoutés au cours du Paléozoïque, du Mésozoïque et du Cénozoïque, entraînant le volcanisme, la formation de plutons et la sédimentation.
Les roches de l'est du Yukon, ainsi que celles de la Colombie-Britannique et des Territoires du Nord-Ouest voisins, ont commencé à se former il y a plus d'1,7 milliard d'années au Protérozoïque. Dans les montagnes soulevées de la cordillère américaine, elle conserve l'une des plus longues archives sédimentaires au monde. Les sédiments protérozoïques ont été trouvés parmi les roches paléozoïques plus dominantes. Le supergroupe de Wernecke, d'une longueur de 13 kilomètres, s'est déposé entre les cratons avec des roches siliciclastiques et carbonatées. Des vestiges de brèches provenant d'éruptions volcaniques survenues il y a 1,7 milliard d'années se trouvent dans des puits effondrés. Des dykes, des filons-couches et des laves en coussins près de Hart River se sont formés avec l'extension de la croûte il y a 1,32 milliard d'années. Les grès, dolomite, siltstone et shale du groupe Pinguicula, d'une épaisseur de 2,5 kilomètres, se sont déposés il y a 1,27 milliard d'années. La roche sédimentaire présente une lacune de 200 millions d'années après le groupe Pinguicula.
Le Supergroupe des monts Mackenzie à l'est et le Groupe de Fifteenmile à l'ouest ont été déposés avec des carbonates, du grès, de la siltite et du schiste il y a environ un milliard d'années. Le plissement régional qui a produit l'orogenèse de Corn Creek a eu lieu il y a environ 900 millions d'années, laissant derrière lui des failles transcurrentes entrelacées dans les environs de l'actuelle rivière Snake. Cette interprétation est étayée par une discordance à faible angle sous la dolomie du lac Callison, au sud des monts Ogilvie. Le Yukon faisait partie du supercontinent Rodinia jusqu'à ce qu'il commence à se disloquer il y a 850 millions d'années, séparant le protocontinent nord-américain de Laurentia. La rupture continentale est marquée par des coulées de basalte datant de 778 millions d'années dans les monts Mackenzie dans les Territoires du Nord-Ouest. Le groupe du lac Coates contient du gypse, du calcaire et du grès d'eau peu profonde, formés à l'équateur, tandis que le groupe de la mer du Nord est formé à l'ouest.